# تفاعل فوجيموتو - بيلو
تفاعل فوجيموتو - بيلو (بالإنجليزية: Fujimoto-Belleau reaction )‏ عبارة عن تفاعل كيميائي يقوم بتكوين كيتونات حلقية مستبدلة في الموضع ألفا غير مشبعة في الموضعين (ألفا، بيتا) وذلك من لاكتونات الإينول. وقد سمّي هذا التفاعل على اسم الكيميائيين جورج فوجيموتو وبيرنارد بيلو.
وهذا التفاعل هو تفاعل جرينيارد، متبوع بإزاحة هيدروجين، أي: النزوح البروتوني ما بين هيئتي الإينول - الكيتو وتفاعل إضافة ألدول. وتتمثل الخطوة الأخيرة في تفاعل الحذف (تكاثف ألدول) باستخدام آلية «ميكانيكية» E1CB .